# Circuito nanofluídico
Los circuitos nanofluídicos son dispositivos nanotecnológicos para controlar el flujo de líquidos. Debido al efecto de una doble capa eléctrica en la circulación de una solución por un nanocanal, el comportamiento de los nanofluidos es sustancialmente diferente al de los microfluidos, y poseen distintivas propiedades electroquímicas y dinámicas. 

## Historia
El desarrollo de la microfabricación y la nanotecnología ha conllevado un interés por el estudio de los microfluidos y nanofluidos. La investigación de los microfluidos tiene aplicaciones prácticas en el análisis de ADN, los «lab on a chip», y los microsistemas de análisis total (microTAS).
Los sistemas de microfluidos constan de canales, válvulas, mezcladores y bombas, que se utilizan para separar, transportar y mezclar sustancias suspendidas o disueltas en fluidos. Estos componentes mecánicos son la causa principal de fallos en los dispositivos microfluídicos, por lo que es muy ventajoso poder controlar el fluido sin tener que recurrir a ellos.
En 1997, Wei Bard y Feldberg descubrieron que la carga en la superficie en la pared de una nanopipeta induce un potencial eléctrico en el centro del orificio, lo que da lugar a una rectificación de la corriente de iones, caracterizada por un flujo asimétrico dependiente del potencial.
Este fenómeno puede explotarse  para el control activo del transporte de iones en los nanofluidos, mediante el uso de canales o poros a nanoescalas. En 2006, los investigadores de la Universidad de California en Berkeley, Peidong Yang y Arun Majumdar  construyeron el primer «transistor nanofluídico» que podía activarse o desactivarse mediante una señal eléctrica externa. Este trabajo inició el desarrollo de circuitos nanofluídicos con funciones lógicas.

## Principios básicos
Las soluciones electrolíticas que atraviesan canales de dimensiones del orden de micras o mayores experimentan una fuerza electrostática debido a la carga en la superficie interna del conducto. Los iones de carga opuesta se acumulan cerca de la pared, lo que origina una doble capa eléctrica entre el canal y la solución. El grosor de la doble capa eléctrica viene dada por la longitud de Debye del sistema, que es típicamente mucho menor que el radio del canal. La mayor parte de la solución se mantiene eléctricamente neutra, debido al efecto de apantallamiento de la doble capa eléctrica.
La situación es diferente en nanocanales, cuyo radio puede ser menor que la longitud de Debye. En este caso la solución se encuentra cargada y es posible manipular el flujo de iones mediante cargas de superficie en la pared del canal o mediante la aplicación de un potencial eléctrico externo.
La concentración iónica de la solución tiene un efecto importante en el transporte de iones. A medida que la concentración aumenta, disminuye la longitud de Debye; al acortarse el radio de la doble capa eléctrica, decrece su efecto rectificador. Por el contrario, la rectificación de la corriente de iones aumenta con soluciones diluidas.

### Transporte de iones
El transporte de iones en un canal depende de las propiedades electroquímicas del sistema y de la mecánica de fluidos. Las ecuaciones de Poisson-Nernst-Planck (PNP) describen la corriente iónica que fluye a través de un canal, y las ecuaciones de Navier-Stokes (NS) representan la dinámica de fluidos en el canal.
Las ecuaciones PNP se basan la ecuación de Poisson:
{\displaystyle \nabla ^{2}\phi =-{\frac {1}{\varepsilon _{0}\varepsilon }}\displaystyle \sum _{a}z_{a}\ e\ n_{a}}
donde {\displaystyle \phi } es el potencial electrostático, {\displaystyle \varepsilon _{0}} es la permitividad en el vacío, {\displaystyle \varepsilon } es la constante dieléctrica de la solución y {\displaystyle z_{a}} es la valencia de los iones {\displaystyle a} y {\displaystyle n_{a}} es la densidad de iones.
En combinación con la ecuación de Nernst-Planck, se obtiene el flujo de partículas de los iones {\displaystyle a} debido a un gradiente de concentración y el gradiente de potencial eléctrico:
{\displaystyle {\boldsymbol {J}}_{a}=-D_{a}{\Bigl (}\nabla n_{a}+{\frac {z_{a}\ e\ n_{a}}{k\ T}}\nabla \phi {\Bigr )}}
donde {\displaystyle D_{a}} denota la difusividad.
La solución en estado estacionario satisface la ecuación de continuidad. Las ecuaciones de Navier-Stokes describen el campo de velocidades del fluido en el canal:
{\displaystyle \nabla \cdot (n_{a}{\boldsymbol {u}}+{\boldsymbol {J}}_{a})=0}
{\displaystyle \nabla \cdot {\boldsymbol {u}}=0}
{\displaystyle {\boldsymbol {u}}\cdot \nabla {\boldsymbol {u}}={\frac {1}{\rho }}[-\nabla p+\mu \nabla ^{2}{\boldsymbol {u}}-(\displaystyle \sum _{a}z_{a}en_{a})\nabla \phi ]}
donde {\displaystyle p} representa la presión, {\displaystyle {\boldsymbol {u}}} el vector de velocidad, {\displaystyle \mu }
la viscosidad dinámica y {\displaystyle \rho } la densidad.
Las ecuaciones anteriores se resuelven por lo general con un algoritmo numérico para determinar la velocidad, la presión, potencial eléctrico, y de la concentración iónica en el líquido, así como el flujo de corriente eléctrica a través del canal.

### Selectividad iónica
La selectividad iónica sirve para evaluar el rendimiento de un nanocanal para el control del flujo de iones. Se define como la razón entre la diferencia de las corrientes de portadores positivos y negativos y la corriente total transportada por ambos, {\displaystyle I}. Para un nanocanal con un control perfecto del flujo de cationes y aniones, el valor de la selectividad es la unidad. Para un nanocanal sin control de flujo iónico, la selectividad es cero.
{\displaystyle S={\frac {I^{+}-I^{-}}{I^{+}+I^{-}}}}

## Dispositivos lógicos nanofluídicos
Los circuitos nanofluídicos pueden conformar varios dispositivos lógicos:
- Resistencia: El transporte es proporcional a la polarización aplicada.
- Diodo: El transporte discurre en una sola dirección.
- Transistor: Control de la ganancia meadiante la introducción de un tercer polo.
- Diodo de efecto campo reconfigurable: Control de la dirección de avance o retroceso por compuertas asimétricas.

### Diodo
Los diodos nanofluídicos se utilizan para la rectificación del transporte de iones. Al igual que los diodos en circuitos electrónicos, restringen el flujo de corriente eléctrica en una dirección. La superficie interna del canal está cargada y la rectificación de la corriente puede ocurrir cuando las cargas superficiales en la pared son del mismo signo. La rectificación mejora si una mitad del canal está recubierta con cargas de signo contrario o es eléctricamente neutral.

Cuando la pared del canal está recubierta con cargas positivas, atrae a los iones negativos en el electrolito y estos se acumulan en el del canal y bloquean el paso de cargas positivas, lo que resulta en una disminución de la corriente iónica. La corriente iónica se vuelve asimétrica si el voltaje de polarización se invierte.

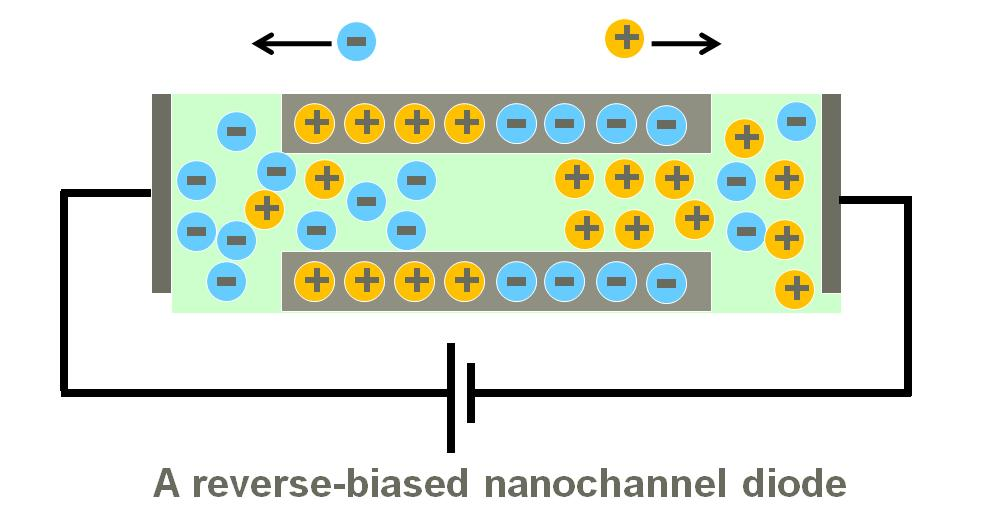
Diodo nanofluídico de polarización inversa

### Transistor de efecto campo
La introducción de un electrodo de puerta en un nanocanal permite ajustar el potencial eléctrico dentro del canal.
Los transistores de efecto campo nanofluídicos pueden fabricarse a partir de nanotubos de silicio y un óxido como el material dieléctrico entre el electrodo y el canal. La corriente iónica se ajusta cambiando la tensión aplicada en la puerta. La aplicación de una polarización en la puerta y entre la fuente y el drenador modifica la concentración de cationes y de aniones en el nanocanal y, consiguientemente, la corriente iónica.
Este dispositivo funciona de manera análoga a un transistor MOSFET en un circuito electrónico y es un elemento fundamental para la construcción de una circuito nanofluídico capaz de realizar operaciones lógicas y manipular las partículas ionizadas.
Dado que la conductancia del flujo de corriente iónica es controlada por la tensión de puerta, es deseable que la pared  del canal sea de un material con una alta constante dieléctrica. Esto crea un campo más fuerte dentro del canal debido a una mayor capacidad de compuerta. También es importante que la superficie del canal tenga una carga superficial baja con el fin de reforzar el efecto de la sintonización del potencial mediante el electrodo de puerta, lo que aumenta el control del entorno iónico y electrostático en el canal.

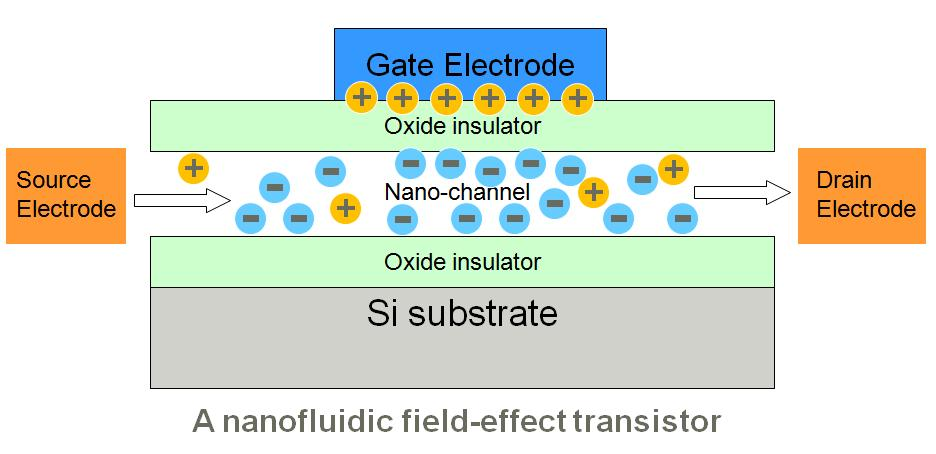
Transistor de efecto campo

### Diodo de efecto campo reconfigurable
La introducción de un campo asimétrico a lo largo del nanocanal da origen a un diodo de efecto campo nanofluídico con funciones reconfigurables, como las direcciones de avance y retroceso y el grado de rectificación. A diferencia del transistor de efecto de campo, donde solo la cantidad de iones o moléculas es regulable por un potencial electrostático, el diodo de efecto campo reconfigurable se puede utilizar para controlar tanto  la dirección como la magnitud del transporte. Este dispositivo se puede considerar como el pilar principal del dispositivo nanofluídico equivalente a una matriz de puertas programables en campo electrónico.

### Transistor iónico bipolar
Los transistores iónicos bipolares se pueden fabricar a partir de dos canales cónicos cuya apertura más pequeña es del orden de nanómetros. Mediante cargas de superficie opuestas en cada lado, los canales  se comportan como diodos y rectifican la corriente iónica. La combinación de los dos diodos iónicos, con una unión PNP a lo largo de la superficie interior del canal permite la modulación de la corriente mediante el electrodo de base. La carga de la superficie interna del canal se puede modificar mediante métodos químicos, cambiando la concentración de electrolito o el valor del pH.

### Triodo Iónico
El triodo nanofluídico es un dispositivo de unión doble de tres terminales compuesta de un nanocanal de alúmina y un nanocanal de sílice cargados positiva y negativamente. El dispositivo es esencialmente un transistor de unión bipolar de tres terminales. Mediante el control de la tensión en los terminales emisor y colector se puede regular la corriente de iones entre el terminal de base y uno de los otros dos terminales, y funciona como un interruptor unipolar de doble banda.

## Efecto del tamaño de las nanoestructuras

### Anchura del canal
Las cargas superficiales presentes en la pared de un microcanal generan una fuerza electrostática que atrae a los iones de carga opuesta y repele a los de la misma carga. Los contraiones forman una zona de protección junto a la pared que se extiende hasta una cierta distancia —longitud de Debye— en la que el potencial eléctrico se desvanece hasta alcanzar la neutralidad. La longitud de Debye típica varía entre 1 a 100 nanómetros para soluciones acuosas.
En nanocanales, donde la longitud de Debye es generalmente comparable a la anchura del canal, la zona de protección puede extenderse a todo el canal y los iones en el interior del fluido están expuestos a la carga superficial, lo que afecta a la propiedades dinámicas de la solución.

### Longitud del canal
Para obtener una buena selectividad iónica el nanocanal debe ser largo con respecto a su anchura y tener una pared altamente cargada.
La selectividad iónica también está condicionada por la polarización aplicada. Con una polarización baja, se observa una alta selectividad. Con el aumento de la tensión de polarización, se da una aparente disminución en la selectividad. Es posible consequir una selectividad alta en nanocanales relativamente cortos, siempre que el voltaje de polarización sea bajo.

## Fabricación
Una ventaja de los dispositivos nanofluídicos es que pueden integrarse en circuitos electrónicos en un mismo chip, puesto que se basan en la misma tecnología de fabricación. Por lo tanto, el control y la manipulación de las partículas en el electrolito se puede lograr en tiempo real.
Los métodos de fabricación de nanocanales se dividen en métodos de abajo-arriba y de arriba-abajo. Los métodos de arriba-abajo son los procesos convencionales utilizados en el sector de circuitos integrados y en la investigación de sistemas microelectromecánicos y se basan en la fotolitografía  en obleas de silicio. En los métodos de abajo-arriba, por el contrario, se parte de átomos o moléculas que se organizan y combinan para formar estructuras nanométricas.

### Métodos de arriba abajo
Un método típico de fabricación de arriba-abajo hace uso de la fotolitografía para definir la geometría de los canales en una oblea del material de sustrato, en varios ciclos de deposición de láminas y decapado para formar surcos. A continuación se unen dos obleas para sellar los surcos y formar nanocanales. 
Otras tecnologías para fabricar nanocanales son el micromaquinado de superficies, la litografía de nanoimpresión y la litografía blanda.

### Métodos de abajo arriba
El método más común para la fabricación de abajo-arriba es por monocapas autoensambladas (SAM). Este método se basa en el uso de materiales biológicos para formar una monocapa molecular sobre el sustrato. Los nanocanales también se pueden fabricar a partir del crecimiento de nanotubos de carbono y alambres cuánticos. Los métodos de abajo-arriba por lo general generan estructuras bien definidas de longitudes  de unos pocos nanómetros. La interconexión entre nanocanales y sistemas microfluídicos es una cuestión importante para su uso como dispositivos nanofluídicos.
Existen varias maneras para recubrir la superficie interior con cargas específicas. La técnica de patrón por difusión limitada se basa en que una solución solamente es capaz de penetrar una distancia corta dentro de un nanocanal. Debido a que la velocidad de difusión es diferente para diferentes solutos, se puede modificar la carga de superficie a lo largo de la pared del nanotubo mediante la introducción en varios pasos de distintos reactivos en el interior del canal.

## Aplicaciones
Los dispositivos nanofluídicos tienen aplicaciones en química, biología molecular y  medicina. Se emplean para la separación y la medición de soluciones de nanopartículas para la administración de fármacos, la terapia génica y los estudios de toxicología en microsistemas de análisis total. Una ventaja importante de los sistemas de micro y nanoescala es la pequeña cantidad de muestra o reactivo requerida para el análisis. Esto reduce el tiempo de procesamiento de muestras. También es posible realizar análisis de matrices, lo que acelera el proceso y aumenta el rendimiento.
Los nanocanales se emplean para la detección de moléculas y la separación de ADN. En muchos casos, los dispositivos nanofluídicos están integrados dentro de un sistema microfluídico. El futuro de los sistemas nanofluídicos se centrará en varias áreas como la química analítica y bioquímica, el transporte de líquidos y la dosificación, y la conversión de energía.
En los nanofluidos, los números de valencia de los iones determina sus velocidades electroforéticas netas. En otras palabras, la velocidad de un ion en el nanocanal depende no solo de su movilidad, sino también su valencia. Esto permite separaciones de moléculas que no se pueden llevar a cabo en un microcanal, por ejempl, la segregación de ADN de cadena corta. Para las aplicaciones con ADN, el objetivo final es secuenciar una cadena de ADN de manera reproducible y precisa.
La síntesis de fibras es otra posible aplicación. Las fibras de polímero pueden generarse mediante el electrohilado de monómeros en la interfaz entre un líquido y el vacío. El flujo de monómeros alineados sobre un sustrato da lugar a estructuras organizadas de polímeros.
También se estudia el uso de tecnología nanofluídica para la conversión de energía. En esta aplicación, la pared cargada eléctricamente se comporta como un estator, y la solución que fluye por el interior equivale al rotor. Cuando un disolvente a presión fluye por un nanocanal cargado, genera una corriente y un potencial de flujo. Este fenómeno puede ser usado para la generación de energía eléctrica. Los avances en la nanofabricación han incrementado el interés por esta idea. El principal desafío es aumentar la eficiencia, bastante baja en comparación con el 95 por ciento de los generadores electromagnéticos de rotación estándar.

## Desventajas
Los sistemas autónomos compuestos exclusivamente por dispositivos nanofluídicos son poco prácticos porque requieren una presión de conducción grande. Por lo tanto, las investigaciones se centran en la integración en microsistemas, con una interfaz apropiada entre los dispositivos a escalas diferentes.
Los dispositivos nanofluídicos presentan el problema de un rendimiento relativamente bajo en aplicaciones para separar moléculas. Un posible enfoque para tratar este problema es usar canales de separación paralelos.
Uno de los mayores retos en este campo de investigación es resolver los problemas causados por las extremadamente grandes proporciones de superficie-volumen que provocan una alta adsorción y pérdida de moléculas además de causar una alteración de las propiedades de la superficie.
Otro problema surge cuando la muestra a detectar es una molécula relativamente grande, como ADN o proteína, que puede causar una obstrucción en el nanocanal. Para evitar esto, se necesita un revestimiento de baja fricción en la superficie interna del canal.